# Rai Italia
Rai Italia è un gruppo di quattro canali televisivi distribuiti da Rai Com in America del Nord, America del Sud, Africa, Asia e Australia. Il palinsesto prevede programmi autoprodotti e una selezione dei programmi più popolari delle reti generaliste Rai.
La diffusione del segnale, inviato dal Centro di produzione TV di Saxa Rubra a Roma, avviene attraverso piattaforme satellitari, cavo, IPTV e OTT, in modalità criptata e a pagamento nelle Americhe, in Africa ed in Australia, mentre è a diffusione diretta e gratuita in tutto il continente asiatico.

## Storia
Il canale nasce nel gennaio 1992 con il nome di Rai International con una diffusione nel mondo tramite satellite e vari operatori televisivi locali. Raggiunge i rispettivi continenti con tre differenti programmazioni che prendevano il nome di Rai International 1 per l'America, Rai International 2 per l'Australia e Rai International 3 per l'Asia e l'Africa.
Dal marzo 2008 cambia nome in Raitalia e i programmi, dopo essere stati trasmessi in chiaro, per alcuni mesi, sul canale Raitalia 3 per l'Europa, vengono in parte inseriti per un breve periodo nella fascia oraria che va dalle 13:00 alle 21:00 su Rai Med, trasmesso anch'esso su Eutelsat Hotbird 13° est e disponibile nel bouquet Sky al canale 804. Ad aprile 2014 il canale ha  terminato le sue trasmissioni in Europa.
Nel 2009 Raitalia cambia nome in Rai Italia. Di conseguenza adotta un logo che riprende quello di tutte le altre reti Rai e viene distribuita da Rai World.
Dal 18 maggio 2010, a seguito di un piano di riduzione costi approvato all'unanimità dal CDA, cessano tutti i programmi autoprodotti. Dal 7 ottobre 2012 ricomincia il programma Cristianità condotto da suor Myriam Castelli in onda in diretta dagli studi Rai di Saxa Rubra tutte le domeniche dalle ore 10:30 alle ore 12:25 - ora italiana - che consente ai telespettatori italiani residenti all'estero di seguire la santa messa da varie località italiane e tutte le funzioni religiose presiedute da papa Francesco in compagnia di vari ospiti in studio.
Da giugno 2015, la distribuzione commerciale di Rai Italia nel mondo è gestita da Rai Com.
Dal 2 gennaio 2017 Rai Italia trasmette in diretta due edizioni al giorno dei TGR ad alternanza continua tra le edizioni quotidiane prodotte dalle sedi regionali Rai.

## Diffusione
La diffusione del canale avviene in quattro continenti: 
- America con Rai Italia America (Nord America satellite SES-3; Centro e Sud America satellite SES-14)
- Asia con Rai Italia Asia (satellite Asiasat 5)
- Oceania con Rai Italia Australia (fibra ottica e satellite Intelsat 19)
- Africa con Rai Italia Africa (satellite Eutelsat 9B)

Gli orari dei programmi dei canali sono tarati in ciascuna area sulla città di riferimento per ciascun continente: New York per il Nord America (UTC-5), Buenos Aires per l'America Latina (UTC-3), Pechino per l'Asia (UTC+8), Sydney per l'Oceania (UTC+10), Johannesburg per l'Africa (UTC+2).
Alcuni programmi autoprodotti possono essere rivisti su RaiPlay e sul sito istituzionale di Rai Italia.

## Programmi

### Autoproduzioni
- Casa Italia
- That’s Italy
- Il confronto
- Paparazzi
- Punti di vista
- Che Classe!

### Ritrasmessi all'estero anche programmi non più in onda
- #cartabianca
- Ballando con le stelle
- TGR Bell'Italia
- Brunori Sa
- Buono a sapersi
- Calcio champagne
- Cartoni animati
- Che Dio ci aiuti
- Che tempo che fa
- Cronache dall'antichità
- Doc tre
- Don Matteo
- Dopo fiction
- Dottori in corsia
- È arrivata la felicità
- Eurovision Song Contest
- Furore
- Geo
- I migliori anni
- Il capitano Maria
- Il collegio
- Il commissario Montalbano
- Il mondo nuovo
- Il paradiso delle signore
- Il sabato italiano
- ½ h in più
- Indietro tutta! 30 e l'ode
- Indovina chi viene a cena
- Isole
- Italian beauty
- Kronos
- L'allieva
- L'eredità
- L'ultimo papa re
- La Domenica Sportiva
- La Storia siamo noi
- La mossa del cavallo - C'era una volta Vigata
- La prova del cuoco
- La volta buona
- Le parole della settimana
- Limen
- Linea bianca
- Lineablu
- Linea verde
- Music Quiz
- Night tabloid
- Non dirlo al mio capo
- Operazione pilota
- Paesi che vai
- Palermo chiama Italia
- Passaggio a Nord Ovest
- Parliamone... sabato
- Pechino Express
- Per un pugno di libri
- Petrolio
- Porta a Porta
- Presa diretta
- Provaci ancora prof!
- Provincia Capitale
- Quelle brave ragazze...
- Questo nostro amore
- Quante storie
- Realiti - Siamo tutti protagonisti
- Reazione a catena - L'intesa vincente
- Report
- S'è fatta notte
- Sarà Sanremo
- Scanzonissima
- Sereno variabile
- Settegiorni
- Settenote
- Sfide
- Sipario
- Sitcom
- Soliti ignoti
- Sono innocente
- Sottovoce
- Stasera casa Mika
- Stasera tutto è possibile
- Storie italiane
- Techetechetè
- Tale e quale show
- Tempo e denaro
- TG1
- TG2
- TG3
- TG Regione (due edizioni giornaliere, a rotazione, da tutte le regioni)
- TGR Leonardo
- Tutta Salute
- RaiNews24
- Rai Sport (TG Sport e gare/competizioni sportive in diretta e in differita)
- Udienza del Papa
- Ulisse - Il piacere della scoperta
- Un medico in famiglia
- Un passo dal cielo
- Un posto al sole
- Una pallottola nel cuore
- Unomattina
- Vieni da me
- The Voice of Italy
- Voyager
- Zero e lode!
- Grand Tour
- Viva Rai2 (in differita)
- TG2 Medicina 33
- Oggi è un altro giorno
- TGR RegionEuropa
- Tg2 Dossier
- Tg2 Storie - i racconti della settimana
- Mare fuori
- Le indagini di Lolita Lobosco
- TIM Summer Hits
- Il commissario Ricciardi
- TGR Mezzogiorno Italia
- Il provinciale
- Generazione bellezza
- TGR Officina Italia
- Dalla strada al palco
- Italia sì
- TGR Buongiorno Italia
- Boomerissima
- Un matrimonio da favola
- The Voice Kids
- L'anno che verrà
- Festival di Sanremo
- Studio Battaglia
- The Voice Senior
- The Voice Generations
- Via dei Matti nº0
- Belve
- Concerto del primo maggio
- Il clandestino
- Màkari
- BlackOut - Vite sospese

### Non più in onda
- Campus Italia
- Cinema Italia
- Community
- Cristianità
- C'era una volta una casa
- Documentario di Geo
- Filler Rai World
- Fuori binario
- Italian beauty
- La giostra dei goal
- Limen
- Lungo il fiume e sull'acqua
- Speciale camera con vista
- Speciale comunity
- Storie d'Italia
- Storie dal mondo
- Viaggio nell'Italia del Giro
- Vieni da me
- È sempre mezzogiorno

## Direttori
| Nome                  | Periodo   |
| --------------------- | --------- |
| Angela Buttiglione    | 1992-1997 |
| Roberto Morrione      | 1997-1999 |
| Giancarlo Leone       | 1999-2001 |
| Massimo Magliaro      | 2001-2006 |
| Piero Badaloni        | 2006-2009 |
| Daniele Maria Renzoni | 2009-2013 |
| Piero Corsini         | 2013-2017 |
| Marco Giudici         | 2017-2022 |
| Fabrizio Ferragni     | 2022-2025 |
| Mariarita Grieco      | dal 2025  |

## Loghi

1992-1996
1997-2006
2006-2008
2008-2009
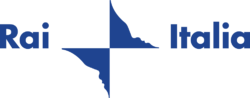
2009-2010
2011 - 9 aprile 2017
In uso dal 10 aprile 2017